# Dominik Moll
Dominik Moll (Bühl, 7 maggio 1962) è un regista e sceneggiatore tedesco naturalizzato francese.

## Biografia
Nato e cresciuto in Germania Ovest da padre tedesco e madre francese, studia cinema all'università di New York e poi all'IDHEC di Parigi, dove incontra Laurent Cantet, di cui sarà assistente alla regia su Les Sanguinaires e Risorse umane, e Gilles Marchand, che co-sceneggerà quasi tutti i suoi film.
Esordisce alla regia nel 1994 con Intimité, tratto da Sartre. Si fa poi notare col suo secondo film, il thriller hitchcockiano Harry, un amico vero (2000), in concorso al festival di Cannes, candidato ai BAFTA al miglior film non in lingua inglese e vincitore di quattro premi César, tra cui quello al miglior regista.
Nel 2011 adatta Il monaco di Matthew Gregory Lewis in un film omonimo con protagonista Vincent Cassel.

## Filmografia

### Cinema
- Le Gynécologue et sa secrétaire – cortometraggio (1987)
- Intimité (1994)
- Harry, un amico vero (Harry, un ami qui vous veut du bien) (2000)
- Due volte lei (Lemming) (2005)
- Il monaco (Le Moine) (2011)
- Des nouvelles de la planète Mars (2016)
- Only the Animals - Storie di spiriti amanti (Seules les bêtes) (2019)
- La notte del 12 (La Nuit du 12) (2022)
- Dossier 137 (2025)

### Televisione
- The Tunnel – serie TV, episodi 1x01-1x02 (2013)

## Riconoscimenti
- Premi BAFTA
  - 2001 – Candidatura al miglior film non in lingua inglese per Harry, un amico vero
- Festival di Cannes
  - 2000 – In concorso per la Palma d'oro con Harry, un amico vero
  - 2005 – In concorso per la Palma d'oro con Due volte lei
  - 2025 – In concorso per la Palma d'oro con Dossier 137
- Premi César
  - 2001 – Miglior regista per Harry, un amico vero
  - 2001 – Candidatura alla miglior sceneggiatura originale per Harry, un amico vero
  - 2020 – Candidatura alla miglior sceneggiatura non originale per Only the Animals - Storie di spiriti amanti
  - 2023 – Miglior regista per La notte del 12
  - 2023 – Miglior sceneggiatura non originale per La notte del 12
- European Film Awards
  - 2000 – Candidatura alla miglior sceneggiatura per Harry, un amico vero
- Premio Lumière
  - 2023 – Migliore sceneggiatura per La notte del 12
  - 2023 – Candidatura al miglior regista per La notte del 12